# Gol, Buskerud
Gol este o comună din provincia Buskerud, Norvegia. Numele vechi nordic era Gorð și este probabil denumirea cursului inferior al râului Hemsil. Gol se întinde pe o suprafață de 533 km2. Comune vecine sunt Ål, Hemsedal, Nes, Nord-Aurdal și Sør-Aurda.